# 巴拉那州圣佩德罗
巴拉那州圣佩德罗（葡萄牙語：São Pedro do Paraná）是巴西巴拉那州的一个市镇。总面积250.653平方公里，总人口2580人，人口密度10.3人/平方公里。